# Hans Eppens
Hans Eppens, né à Bâle le 11 juillet 1905 où il est mort le 14 avril 1988, est un peintre suisse.

## Biographie
Membre du Salon d'automne, il y expose en 1928 la toile Groupe de cinq personnes. 

## Publications
- 1937 : Baukultur im Alten Basel
- 1962 : Der Maler Hans Eppens: seine Bilder in 48 Reproduktionen
- 1978 : Der Basler Architekt Wilhelm Bernoulli
- 1981 : Architekt und Baumeister Friedrich Fissler-Burghard